# Pátzcuaro (kommun)
Pátzcuaro är en kommun i Mexiko.   Den ligger i delstaten Michoacán de Ocampo, i den södra delen av landet, 260 km väster om huvudstaden Mexico City. Antalet invånare är 87 794. Arean är 436 kvadratkilometer.
Terrängen i Pátzcuaro är huvudsakligen kuperad, men österut är den bergig.
Följande samhällen finns i Pátzcuaro:
- Pátzcuaro
- Cuanajo
- Colonia Vista Bella
- Santa María Huiramangaro
- Santa Ana Chapitiro
- Joya de los Molinos
- San Miguel Charahuén
- El Refugio
- Canacucho
- Lázaro Cárdenas
- Buenavista
- Tzentzénguaro
- Puerta de Cadena
- El Manzanillal
- El Zapote
- Condémbaro
- Urandén de Morelos
- Las Palmitas
- Unguarán
- Yuretzio
- Colonia Primero de Mayo
- La Vitela
- Isla de Tecuena
- La Tinaja
- Colonia Miguel Hidalgo
- Fraccionamiento el Mirador
- Colonia la Cantera
- El Aguacate
- La Pequeña Tinajita